# Augies (fill d'Hèlios)
|  | «Augies» redirigeix aquí. Vegeu-ne altres significats a «Augies (desambiguació)». |

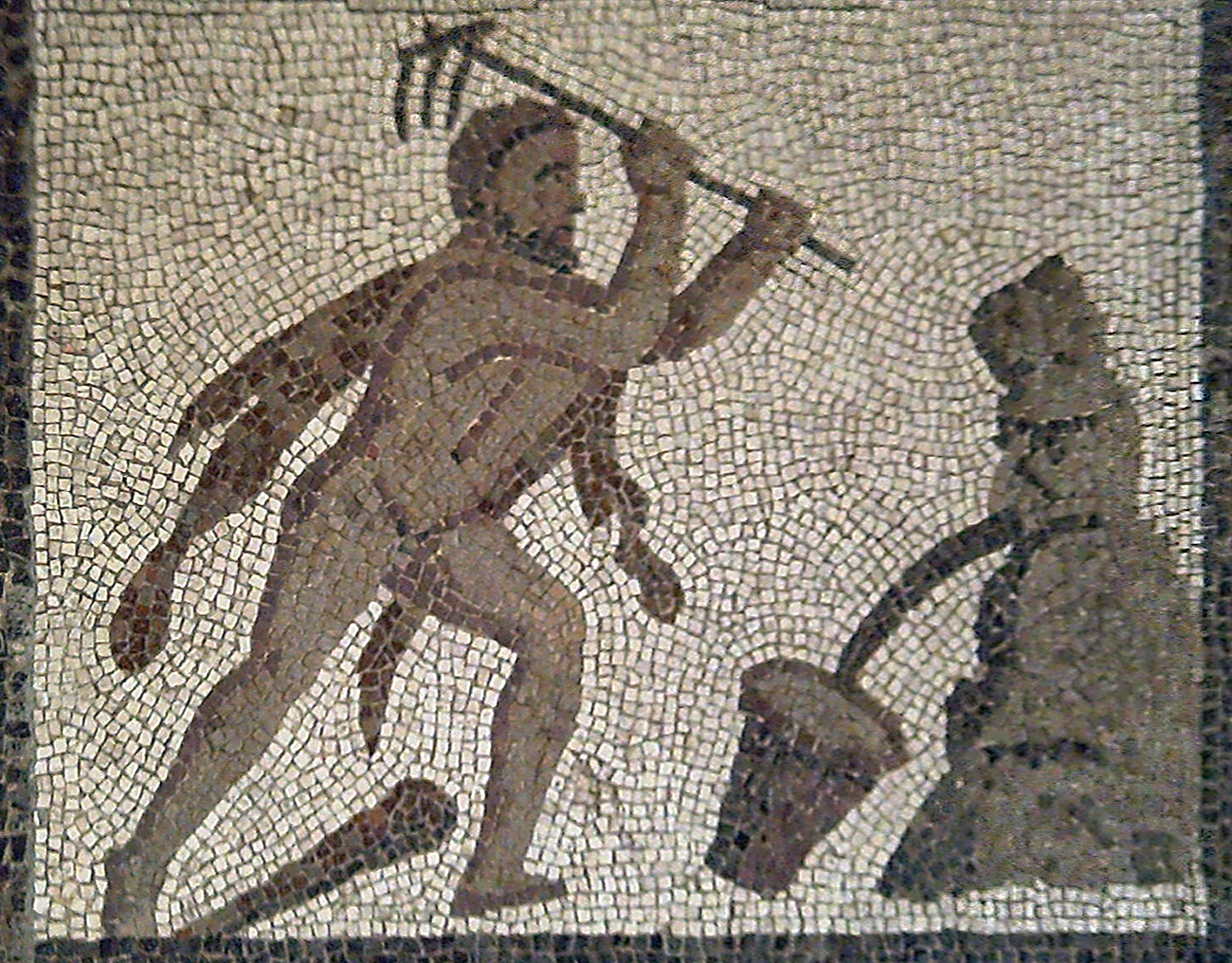
Hèracles desviant el riu per netejar els estables d'Augies

Segons la mitologia grega, Augies o Augias (en grec antic: Αὐγείας, Augèias) fou un fill d'Hèlios i rei de l'Èlida.
Del seu pare havia rebut nombrosos ramats, i era considerat l'home més ric del seu temps. Posseïa una gran quantitat de vaques, però deixava, per negligència, els fems als seus estables, en tal quantitat que no hi havia manera de treure'ls del tot, i això minvava la fertilitat de la terra. Hèracles, per ordre d'Euristeu, s'encarregà de netejar aquests estables, però abans pactà amb Augies que rebria una desena part del seu bestiar si acabava la feina en un sol dia. Això acordat, l'heroi desvià el Peneu i l'Alfeu i obrí una escletxa al mur dels estables perquè hi passessin. L'aigua sortia per l'altre extrem i s'enduia tots els fems fins al mar. Irritat Augies de veure com l'heroi acomplia allò que havia promès, i amb el pretext que s'havia fet ajudar per Iolau o que estava al servei d'Euristeu, no li va voler pagar el preu convingut. Hèracles va prendre com a testimoni Fileu, fill d'Augies, que va assegurar davant dels àrbitres que el seu pare havia promès a Hèracles la desena part dels seus ramats com a pagament del treball fet. Abans del veredicte, Augies va desterrar Hèracles i Fileu del seu reialme. Però Hèracles va reunir un exèrcit de voluntaris arcadis i anà contra Augies. Aquest, quan va conèixer que l'heroi mobilitzava una tropa contra ell, va encarregar als seus nebots, els dos fills d'Àctor, els Moliònides, que el defenssessin. Hèracles va caure malalt i els dos germans ho van aprofitar per derrotar el seu exèrcit, però ben aviat, en el transcurs d'una cerimònia religiosa, Hèracles va matar els Moliònides i ocupà Elis. Va matar Augies i va establir Fileu en el tron de la ciutat.
També consta en la major part de llistes d'argonautes; segons es diu, va participar en l'expedició amb el propòsit de conèixer el seu germanastre Eetes, a qui no havia vist mai.